# Konrad Ackermann
Konrad Ackermann (* 29. August 1935; † 28. Oktober 2022) war ein deutscher Historiker und Heimatforscher.

## Leben

### Ausbildung und Promotion
Konrad Ackermann wurde in der nördlichen Oberpfalz auf einem Bauernhof, der zum Besitz des Klosters Speinshart gehörte, geboren.
Er besuchte das Humanistische Gymnasium in Hirschberg, Straubing und Weiden in der Oberpfalz.
Nach Abschluss des Gymnasiums studierte Ackermann Geschichte, Theologie und Deutsche Literaturwissenschaft in München, Paris und Würzburg. Er war seit 1962 Mitglied der katholischen Studentenverbindung KDStV Gothia Würzburg im CV.
Zum Abschluss seines Studiums in Würzburg promovierte er 1963 mit dem Prädikat summa cum laude bei Ulrich Noack.
Seine Dissertation schrieb er zum Thema Die geistige Opposition der Monatsschrift Hochland gegen die nationalsozialistische Ideologie.
Diese Dissertation wurde viel beachtet und stand Alois Schmid zufolge „mit am Anfang der akademischen Auseinandersetzung mit dem NS-Regime“.
Für diese Arbeit erhielt Ackermann 1965 den Preis der Julius-Maximilians-Universität Würzburg.

### Tätigkeit in Brasilien
1964 ging Ackermann für den Deutschen Akademischen Austauschdienst als Lektor nach Fortaleza im brasilianischen Bundesstaat Ceará.
Hier förderte er den kulturellen Austausch zwischen der Bundesrepublik Deutschland und Brasilien durch Sprachunterricht, Partnerschaften zwischen Universitäten und Kontakte zu allen Bevölkerungskreisen.
1968 wurde er mit der Leitung des Kulturinstitutes in Belém do Pará betraut.

### Tätigkeit in Bayern
1974 kehrte Ackermann nach Deutschland zurück.
Er wurde wissenschaftlicher Mitarbeiter bei der Kommission für bayerische Landesgeschichte bei der Bayerischen Akademie der Wissenschaften.
Seit 1996 übernahm er als wissenschaftlicher Sekretär deren Geschäftsführung, ab 2003 war er gewähltes ordentliches Mitglied der Kommission.
Ackermann war verantwortlich für die Redaktion der Zeitschrift für bayerische Landesgeschichte, für die Oberpfalz-Bände des Historischen Atlas von Bayern und deren Kartografie.
Er war Gründer und Mitherausgeber der Buchreihe Bayerische Städtebilder.
Als Mitglied des Personalrates, zeitweise als dessen Vorsitzender, setzte sich Ackermann viele Jahre für die Interessen seiner Kollegen ein.
Ackermann kaufte Schloss Illsenbach und Burg Wildenau und restaurierte beide Objekte, um sie vor dem Verfall zu retten. Er bewohnt mit seiner Familie Schloss Ilsenbach. Für Burg Wildenau hat sich ein örtlicher Förderverein gebildet.

## Auszeichnungen
Für seine Tätigkeit in Brasilien wurde Ackermann die Ehrenbürgerschaft des Staates Ceará und des Staates Pará verliehen.
Die Universität von Pará ehrte ihn mit der Palma universitária und ernannte ihn zum Professor honoris causa.
Der brasilianische Bundespräsident nahm ihn in den ordem nacional do mérito educativo auf und verlieh ihm den Verdienstorden des Staates Ceará.
Ackermann erhielt 1992 für die Restaurierung von Schloss Ilsenbach den Anerkennungspreis der Hypo-Kulturstiftung und 2004 für die Restaurierung von Burg Wildenau den Denkmalpreis derselben Stiftung.

## Familie
Ackermann war verheiratet mit Ricarda Ackermann und hat zwei Söhne.
Einer seiner Söhne heißt ebenfalls Konrad Ackermann (* 1979) und ist katholischer Priester. Dieser war zunächst Kaplan in Oberviechtach.
Dann studierte er Kirchenrecht an der Lateran-Universität in Rom und promovierte über das Verhältnis von Weihegewalt und Regierungsgewalt in der Kirche. Er ist Mitglied des Römischen Instituts der Görres-Gesellschaft und seit 2019 Vizerektor des Campo Santo Teutonico.

## Werke (Auswahl)

### Als Einzelautor
- Der Widerstand der Monatsschrift Hochland gegen den Nationalsozialismus. Kösel, München 1965.
- Die geistige Opposition der Monatsschrift Hochland gegen die nationalsozialistische Ideologie. Kösel-Verlag, München 1965.
- Bilateralismus oder freier Warenverkehr. Ein Beitrag zur Auseinandersetzung um die deutsch-brasilianischen, brasilianisch-amerikanischen Handelsbeziehungen 1934/35. In: Zeitschrift für Bayerische Landesgeschichte. (ZBLG), 41, 1978, S. 959–976. (periodika.digitale-sammlungen.de)
- Die Oberpfalz – Grundzüge ihrer geschichtlichen Entwicklung. Bayerische Hypotheken- und Wechsel-Bank, München 1987.
- Zur Entwicklung der oberpfälzischen Städte vom Spätmittelalter zur Frühen Neuzeit. In: Zeitschrift für Bayerische Landesgeschichte. 50, 1987, S. 441–462. (periodika.digitale-sammlungen.de)
- Gustl Lang – Leben für die Heimat. Weiden Verlag „Der Neue Tag“, 1989, ISBN 3-924350-15-9.
- Weiden: Tor und Brücke zu Böhmen. Deutscher Sparkassen Verlag, 1992, ISBN 3-09-303996-7.
- Die Oberpfalz : Bilder einer wiedergewonnenen Region. Druckhaus Oberpfalz, Amberg 1994.
- Viechtach, Regen, Zwiesel : Städte im Rodungsland des Schwarzen Regens (= Bayerische Städtebilder: Altbayern). Dt. Sparkassenverlag, Stuttgart 1995, ISBN 3-09-303817-0.
- Das Zisterzienserstift Waldsassen. Schicksal eines oberpfälzischen Klosters. In: Zeitschrift für bayerische Landesgeschichte. 68, 1, 2005, S. 429–439.
- Mancherlei Herrschaft – Windischeschenbach im Spannungsfeld von Grundherrschaften und Territorialgewalten. oberpfaelzerkulturbund.de

### Als Herausgeber oder zusammen mit anderen Autoren
- Festausschuss Gemeinde Trabitz (Herausgeber), Konrad Ackermann (Autor, Mitwirkende), Eckhard Bodner, Josef Hader (Autoren): 800 Jahre Burkhardsreuth und Umgebung: Festschrift zur Feier der Ortsjubiläen der Orte Burkhardsreuth, Preissach, Kurbersdorf, Zessau, Weihersberg, Hub und Grub. Bodner, 1986, ISBN 3-926817-10-0.
- mit Hubert Freilinger: Straubing, Über den geschichtlichen Rang einer jungen alten Stadt (= Bayerische Städtebilder Altbayern). Deutscher Sparkassenverlag, Stuttgart 1991.
- mit Reinhold Böhm: Füssen , Wesenszüge einer 700jährigen Stadt. (= Bayerische Städtebilder Schwaben). Deutscher Sparkassenverlag, Stuttgart 1992.
- mit Josef Kilger: Roding: Stadt im Königsland. 1. Auflage. Deutscher Sparkassen Verlag, 1994, ISBN 3-09-303819-7.
- mit Siegfried Naser und Manfred Pix (Herausgeber), Günter Dippold (Autor): Bad Staffelstein: Kleinod im Gottesgarten am Obermain. Deutscher Sparkassen Verlag, 2001, ISBN 3-09-303893-6.
- mit Siegfried Naser und Manfred Pix (Herausgeber), Odward Geisel (Autor): Garching bei München: Spuren des Zeitgeschehens. Deutscher Sparkassen Verlag, 2002, ISBN 3-09-303799-9.
- mit Alois Schmid und Wilhelm Volkert (Herausgeber), Jürgen Seidl (Bearbeitung): Bayern vom Stamm zum Staat: Festschrift für Andreas Kraus zum 80. Geburtstag. Kommissionsverlage CHB g/s, 2002, ISBN 3-406-10721-4.
- mit Alois Schmid (Hrsg.): Staat und Verwaltung in Bayern: Festschrift für Wilhelm Volkert zum 75. Geburtstag. Kommissionsverlage CHB g/s, 2003, ISBN 3-406-10720-6.
- Ackermann, Konrad, Hermann Rumschöttel (Hrsg.): Bayerische Geschichte. Landesgeschichte in Bayern. Festgabe für Alois Schmid zum 60. Geburtstag. 2 Bände. C. H. Beck, München 2005
- mit Reinhard Heydenreuter, Wolfgang Pledl: Vom Abbrändler zum Zentgraf: Wörterbuch zur Landesgeschichte und Heimatforschung in Bayern. Volk Verlag, München 2009, ISBN 978-3-937200-65-1.